# Millbourne
Millbourne è un piccolissimo e solitario comune (borough) degli Stati Uniti d'America, situato nello stato della Pennsylvania, nella contea di Delaware.